# Harvesting Semblances and Affinities
Harvesting Semblances and Affinities ist ein Jazzalbum von Steve Coleman and Five Elements. Die am 19. Oktober 2006 und am 23. Februar 2007 im Studio Systems Two, Brooklyn, entstandenen Aufnahmen erschienen am 8. Juni 2010 auf Pi Recordings.

## Hintergrund
Der musikalische Schlüssel zu diesem Album von Steve Coleman & the Five Elements liege im Titel, notierte Thom Jurek. „Harvesting Semblances and Affinities“ (deutsch „Ähnlichkeiten und Affinitäten ernten“) sei gewissermaßen eine Suite, die als Vorläufer eines kommenden Albums fungiert, das die hier dargelegten ursprünglichen Konzepte weiter erforscht. Während das Cover mit miteinander verbundenen Kreisen sowie astrologischen und I-Ging-Symbolen geschmückt ist, folgt die Musik einem eher frei fließenden Verlauf über die zyklische Natur der Zeit und der Jahreszeiten, wie sie durch kontrapunktische polyphone und polyrhythmische Fließfähigkeit und enorm expansive akkordische und lyrische Harmonien dargestellt wird. Begleitet wird Coleman von der Five-Elements-Veteranin, der Sängerin Jen Shyu, dem Trompeter Jonathan Finlayson und dem Posaunisten Tim Albright; zu ihnen gesellt sich auf dem größten Teil des Programms eine neue Rhythmusgruppe, die aus dem Bassisten Thomas Morgan und dem Schlagzeuger Tyshawn Sorey besteht. Coleman komponierte und entwickelte sechs der sieben vorliegenden Kompositionen aus seinen unzähligen Interessen an Astrologie, Naturwissenschaften, Geschichte, Meteorologie, Mathematik und Physik.

## Titelliste
- Steve Coleman and Five Elements: Harvesting Semblances and Affinities (Pi Recordings PI33)[2]

1. Attila 02 (Dawning Ritual) 8:36
2. Beba 5:46
3. Clouds 7:29
4. 060706-2319 (Middle of Water) 14:08
5. Flos Ut Rosa Floruit (Per Norgard) 6:51
6. Attila 04 (Closing Ritual) 3:36
7. Vernal Equinox 040320-0149 (Initiation) 6:43

Wenn nicht anders angegeben, stammen die Kompositionen von Steve Coleman.

## Rezeption
Thom Jurek verlieh dem Album in Allmusic vier Sterne und schrieb, diese Melodien würden mit einer knorrigen Energie und einem einheitlichen Ziel in ihrer sorgfältigen, aber äußerst spontanen Ausführung dahinfließen. Das Zusammenspiel der Bläser – und dazu gehöre auch Shyus feine Stimmführung – sei außergewöhnlich orchestriert und arrangiert. Die Gratwanderung der Rhythmusgruppe führe von treibender Kraft und Spannung zu einem ausgeprägten Swing-Gefühl, das den Zuhörer in ihren Bann ziehe. Dies sei ein umfassendes Werk, umgesetzt durch sein Gespür für Raum, Maß und offene Neugier. So experimentierfreudig Harvesting Semblances and Affinities auch sein mag, es sei Colemans zugänglichste Aufnahme seit einem Jahrzehnt und eine, die hohe Erwartungen an die bevorstehende Fortsetzung wecken dürfte.

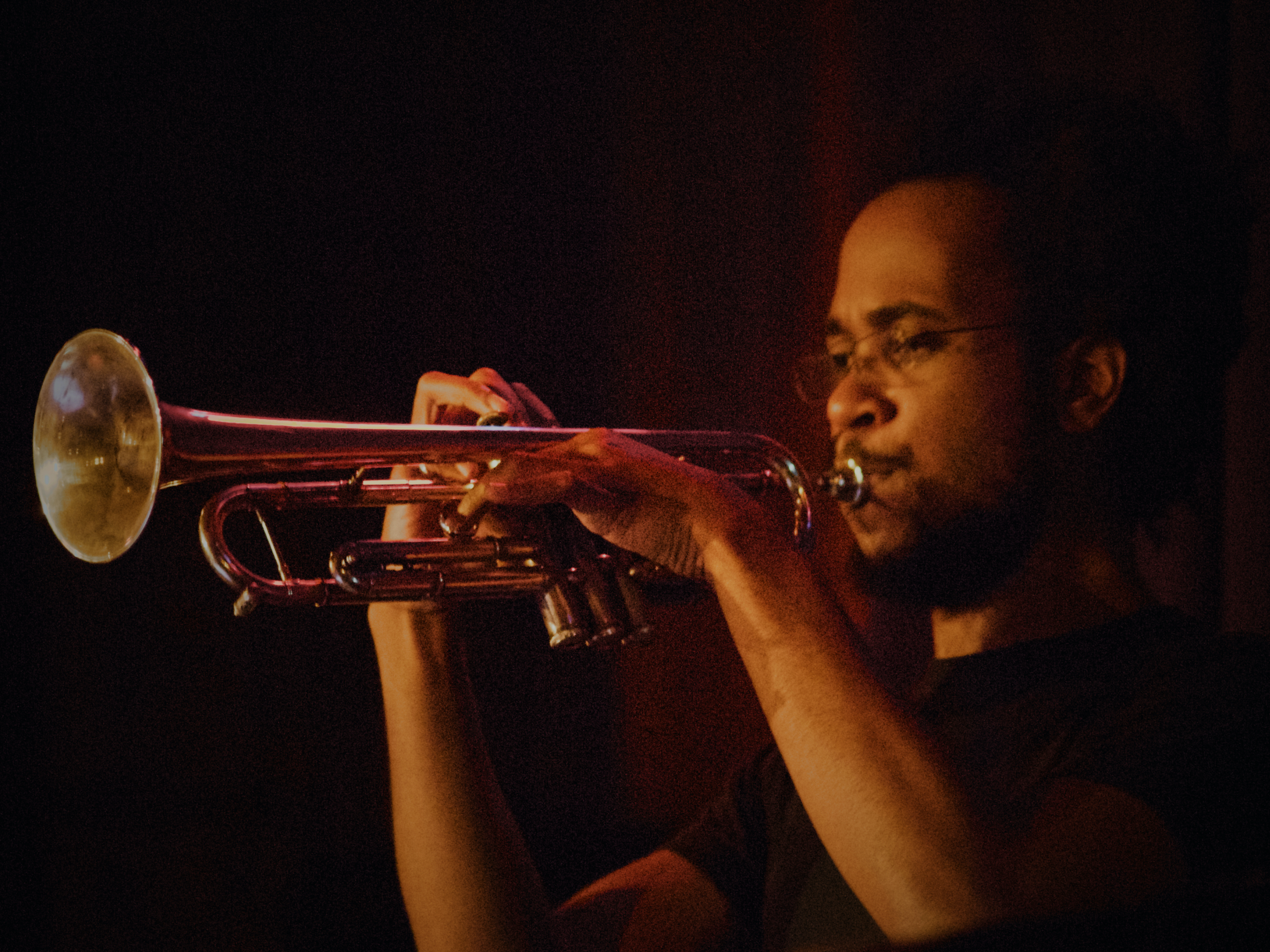
Jonathan Finlayson mit Steve Coleman and Five Elements, Schuttershof Middelburg, 2010

Nach Ansicht von Troy Collins, der das Album in All About Jazz rezensierte, sei Harvesting Semblances and Affinities sei voller ausladender Rhythmen, ineinander verschlungener Melodien und schräger Harmonien. Zudem sei es eines der stärksten Alben in Colemans Karriere und ein überzeugender Beweis für seine anhaltende Bedeutung in der Entwicklung des zeitgenössischen Jazz.
Coleman „hat im Stillen Generationen von Musikern beeinflusst; seine Ideen, die einst als unkonventionell und unzugänglich galten, sind für die zeitgenössische Sprache der Musik von entscheidender Bedeutung geworden. Aus diesem Grund klingt seine CD Harvesting Semblances and Affinities frisch und vital, ist aber gleichzeitig ein Stück in seiner Zeit und seinem Ort“, hieß es in JazzTimes.
Colemans Mitstreiter seien allesamt Künstler, die mit dem rhythmischen, vielschichtigen Ansatz aufgewachsen sind, der heute im gesamten zeitgenössischen Jazz zu hören ist und den Coleman in den 1980er-Jahren mit der M-Base-Bewegung so stark initiiert habe, urteilte John Fordham im Guardian. Die Musik strotze nur so vor Pattern-basierten gerockten Saxophon- und Blechbläserpartien über dem flächendeckenden Schlagzeugspiel des bemerkenswerten Tyshawn Sorey, und stets sei auch die präzis agierende und dennoch frei bewegliche Sängerin Jen Shyu zu hören, die auf Harvesting Semblances and Affinities effektiv als zusätzliches Instrument eingesetzt werde. Ihre bemerkenswerte Stimme und einige sehr subtile Kompositionen würden die manchmal eher berechnende Mechanik früherer Steve Coleman-Projekte bemerkenswert abmildern.